# John Dudley, 1:e hertig av Northumberland
John Dudley, född 1501, död 22/23 augusti 1553, var en adelsman och politiker under Tudortiden, som avrättades för högförräderi av Maria I av England. 

## Biografi
Hans mor var Elizabeth, baronessen Lisle, ättling till Richard de Beauchamp, 13:e earl av Warwick. John var den äldsta av Edmund Dudleys söner, Jerome, Oliver, William och Andrew Dudley var Johns bröder.
Sir Edward Guilford av Halden och Hemsted i Kent, Warden of the Cinque Ports (1474/1479–1534) var son till Sir Richard Guilford med Anne De Pympe. Då Edmund Dudley avrättades, fick Edward vårdnaden av John Dudley (och tydligen även en av hans bröder, möjligen Andrew, som sedan blev Admiral of the North Sea), och de upptogs i Sir Richard Guilfords hushåll. 1520 gifte sig skyddslingen John Dudley med Jane Guilford, Edwards dotter. 
Edward avled utan testamente och inga andra barn än den dotter som var gift med John Dudley. Guilfordägorna blev föremål för en arvtvist mellan Guilfords brorson John Guilford och hans svärson Dudley. Denne brorson var son till George Guilford av Hemsted och Elizabeth, dotter till Sir Robert Mortimer av Mortimer's Hall, Essex.
Dudley gjorde anspråk på godset i Halden, och andra landområden i Kent och Sussex, trots att John Guilford bedyrade att hans farbror hade velat att han skull ärva detta. Fem år senare sålde Dudley bland annat detta gods till Thomas Cromwell. 
Janes far, Edward Guilford, hade varit delaktig i många av Edmund Dudleys ‘lönsamma illdåd’. Guilford hade adopterat John då pojken var nio år gammal och inom två år, år 1512, hade han lyckats övertala kung Henrik VIII att slippa det straff John Dudley hade fått på grund av fadern. 
Dudley deltog som ung i fälttåget 1523 i Frankrike under kungens svåger Charles Brandon, hertig av Suffolks ledning, och vann ridderskap på fältet för hjältemod då man gick över floden Somme. Han anlöt sig till en grupp vid hovet vars uppgift det var att roa kungen. 1527 följde han med Kardinal Thomas Wolsey till Frankrike och 1532 reste han till Calais med kungen. 
Omkring sin femte son, lord Roberts, födelse 1532/1533 utsågs Sir John Dudley till Master of the Armoury i Towern. Dessutom hade han ett anseende som den dugligaste befälhavare både till sjöss och på land, som funnits i ätten Tudors tjänst. Detta hjälpte till att återupprätta namnet Dudley. Vid Anne Boleyns kröning 1533 var han munskänk, och han skulle komma att gå i spetsen för processionen vid prinsessan Elisabets dop.
Dudley användes av Henrik VIII i viktiga värv, bland annat som guvernör över det av honom i franska kriget erövrade Boulogne 1544-1546, upphöjdes 1547 under Somersets protektorat till earl av Warwick, var protektorns närmaste man i fälttåget mot Skottland och hade förnämsta äran av segern vid Pinkie (september samma år). 
Mot slutet av 1549 började Dudley, som stod högt i den unge kungen Edvard VI:s ynnest, att därifrån uttränga den dittills enrådande hertigen av Somerset, blev själv 1550 president i rådet samt vållade (januari 1552) Somersets slutliga fall och avrättning. Redan 1551 hade han upphöjts till hertig av Northumberland. Efter Somersets död var Dudley nästan enväldig och började nu välva planer att skaffa sin släkt Englands krona. 
Han förmådde den sjuklige unge kungen att utesluta sina båda halvsystrar, Maria och Elisabet, från tronföljden och i stället till sin efterträderska bestämma lady Jane Grey, systerdotters dotter till Henrik VIII och vid samma tid (maj 1553) förmäld med Dudleys son Guildford Dudley. Efter Edvards död, 6 juli samma år, lät Dudley utropa sonhustrun till drottning.
Han drog i fält mot prinsessan Marias anhängare i de östliga grevskapen, men besegrades av dessa efter ett par veckor, kastades i Towern och avrättades. Han var skicklig i sin statsförvaltning och god soldat, men ytterst impopulär till följd av vad som uppfattades som en måttlös ärelystnad och snikenhet.